# 峨嵋山暗色岩
峨嵋山暗色岩（英語：Emeishan Traps）又譯峨嵋山玄武岩，另一名稱是二疊紀峨嵋山大火成岩省（Permian Emeishan Large Igneous Province），是個大火成岩省，由溢流玄武岩所形成，位於中國四川省。

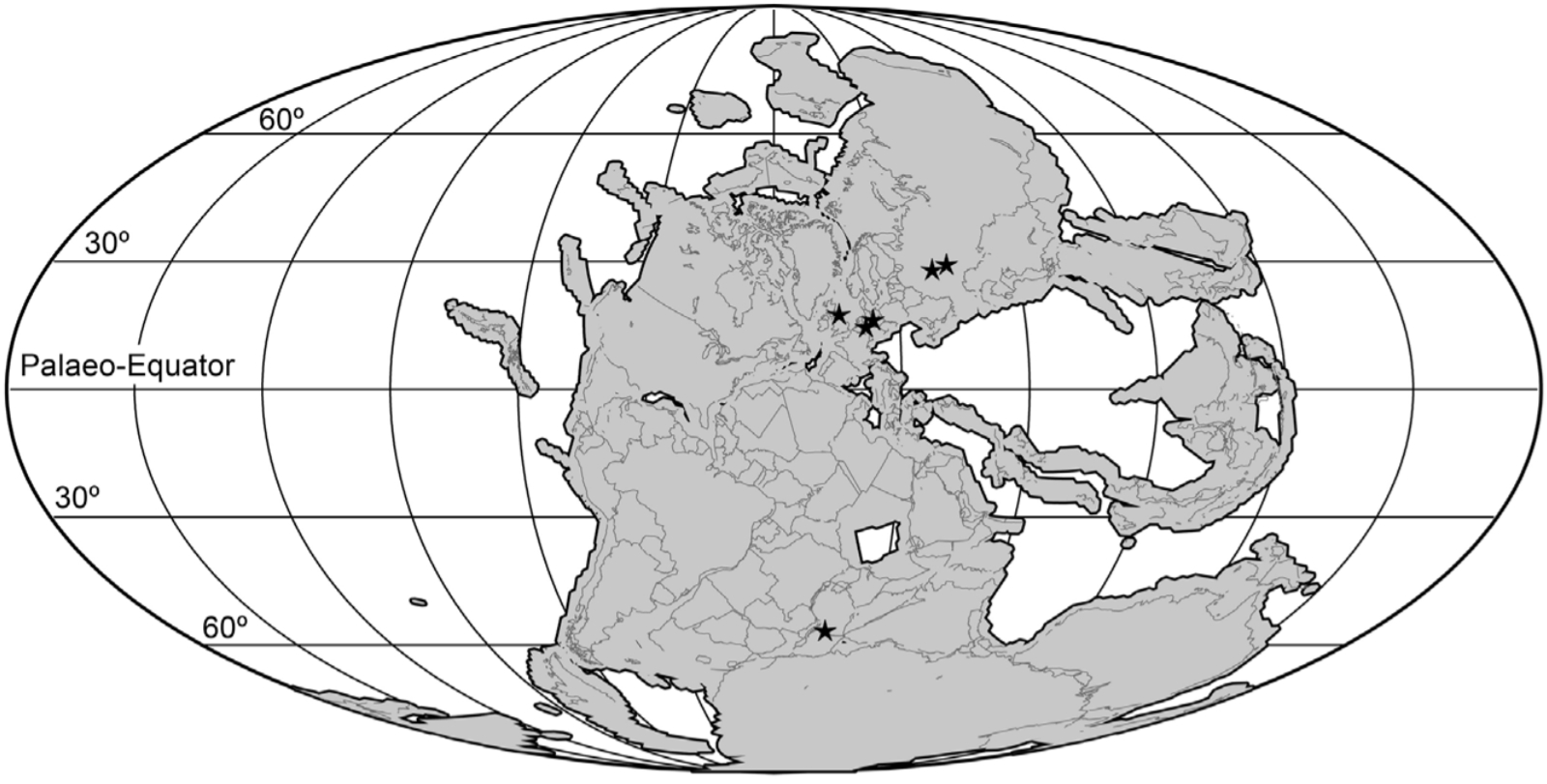
峨嵋山暗色岩事件期间的地球，黑色五角星表示主龍形下綱的化石分布

## 歷史
峨嵋山暗色岩形成於2億6000萬年前，是由大型熱柱火山爆發，形成的多層火成岩所構成。在峨嵋山暗色岩火山爆發後不久，約2億5100萬年前，規模更大型的西伯利亞暗色岩形成。峨嵋山大火成岩省的規模超过30万平方公里，足以對全球生態系統造成影響，因此被認為與瓜德鲁普统末滅絕事件（或稱開匹坦期末滅絕事件）有關。
萬森·庫爾提歐（Vincent Courtillot）與其他科學家認為，峨嵋山暗色岩火山爆發與瓜德鲁普统末滅絕事件幾乎同期發生，峨嵋山暗色岩應是這次滅絕事件的主因。另一派理論認為，這次滅絕事件是由小行星或彗星撞擊地球造成；更具爭議的理論則認為，峨嵋山暗色岩與其他大型火山爆發本身是由撞擊事件所造成。

## 備註
1. ↑  Adrian P. Jones, David G. Price, Paul S. DeCarli, and Richard Clegg, "Impact Decompression Melting: A Possible Trigger for Impact Induced Volcanism and Mantle Hotspots?", in: Koeberl and Martinez-Ruiz, pp. 91-120; esp. pp. 110-11.

## 外部連結
- （英文）Age of the Emeishan Flood Magmatism and Relations to Permian-Triassic Boundary Events. （页面存档备份，存于）(pdf檔)
- 峨嵋山暗色岩的重新研究 （页面存档备份，存于）《自然》雜誌 -
- 發生在二疊紀中期的中國的火山爆發、大規模滅絕事件、以及碳同位素變動 （页面存档备份，存于）《科學》